# 245년

## 연호
- 위(魏) 정시(正始) 6년
- 촉(蜀) 연희(延熙) 8년
- 오(吳) 적오(赤烏) 8년

## 기년
- 위(魏) 소제(少帝) 6년
- 촉(蜀) 후주(後主) 23년
- 오(吳) 대제(大帝) 24년
- 신라(新羅) 조분 이사금(助賁泥師今) 16년
- 고구려(高句麗) 동천왕(東川王) 19년
- 백제(百濟) 고이왕(古爾王) 12년

## 사건
- 음력 10월에 고구려가 신라를 침공하였다. 신라의 석우로가 군사를 이끌고 나갔으나 고구려군에 패하고 마두책(馬頭柵)을 지켰다.

## 사망
- 중국 오나라의 참모 육손. 누명으로 억울한 죄를 문책당하고 화병으로 분사.

## 참고 문헌
- 김부식 (1145). 〈권02 조분 이사금 條〉. 《삼국사기》.